# Evans Chematot
Evans Rutto Chematot (* 19. März 1996) ist ein bahrainischer Hindernisläufer kenianischer Herkunft.

## Sportliche Laufbahn
Erste internationale Wettkämpfe bestritt Evans Chematot bei den Arabischen Jugendmeisterschaften 2013 in Kairo, bei denen er über 2000 Meter Hindernis siegte, wie auch bei den Arabischen Juniorenmeisterschaften ebendort im Jahr darauf. Bei den Juniorenweltmeisterschaften in Eugene gewann er in 8:32,61 min die Bronzemedaille. Bei den Crosslauf-Weltmeisterschaften 2015 in Guiyang wurde er Fünfter im Juniorenrennen und gewann bei den Asienmeisterschaften in Wuhan mit 8:42,76 min die Bronzemedaille. Anfang Oktober wurde er bei den Militärweltspielen im südkoreanischen Mungyeong in 8:33,52 min Vierter. Bei den Islamic Solidarity Games 2017 in Baku wurde er in 8:46,46 min Sechster, wie auch bei den Asienspielen im Jahr darauf in Jakarta in 8:36,60 min.

## Persönliche Bestleistungen
- 3000 m Hindernis: 8:32,61 min, 27. Juli 2014 in Eugene